# Darren Fagan
Darren Michael Fagan (Liverpool, 6 de diciembre de 1967) es un deportista australiano que compitió en judo. Ganó seis medallas en el Campeonato de Oceanía de Judo entre los años 1988 y 2000.

## Palmarés internacional
| Campeonato de Oceanía | Campeonato de Oceanía      | Campeonato de Oceanía | Campeonato de Oceanía |
| Año                   | Lugar                      | Medalla               | Categoría             |
| --------------------- | -------------------------- | --------------------- | --------------------- |
| 1988                  | Sídney (Australia)         | Medalla de bronce     | –65 kg                |
| 1990                  | Papeete (Francia)          | Medalla de plata      | –66 kg                |
| 1992                  | Wellington (Nueva Zelanda) | Medalla de oro        | –65 kg                |
| 1994                  | Sídney (Australia)         | Medalla de oro        | –65 kg                |
| 1996                  | Wellington (Nueva Zelanda) | Medalla de oro        | –65 kg                |
| 2000                  | Sídney (Australia)         | Medalla de plata      | –66 kg                |